# Unni Lindell
Unni Maria Lindell (Oslo, 3 april 1957) is een Noorse schrijver, freelance journalist en vertaler, die het meest bekend is vanwege haar detectiveverhalen over inspecteur Cato Isaksen, maar ook een dichtbundel en diverse kinderboeken heeft geschreven.

## Carrière
Lindell werd geboren in Oslo als dochter van Kari Christiansen (uit Stavanger) en ingenieur Wilhelm Leif Lindell (uit Bærum). Haar overgrootvader was wagenmaker Carl Wilhelm Theodor Lindell, zoon van een Zweedse mijnwerker, die in 1913 in de gemeenteraad van Bærum werd gekozen voor de Arbeiderspartij. Later werd hij communist.
Lindell bezocht de 'Valler middelbare school' in Bærum. Ze werkte eerst als journalist voordat ze boeken ging schrijven. Ze debuteerde in 1986 met "Den grønne dagen".
Sindsdien heeft ze een poëziebundel, misdaadromans, korte verhalen, humoristische boeken en jeugdliteratuur gepubliceerd. Het meest bekend zijn de negen romans over inspecteur Cato Isaksen. In totaal heeft ze 73 boeken gepubliceerd. Haar nieuwste misdaadroman "Djevelkysset" werd gepubliceerd in het voorjaar van 2012. Haar nieuwste jeugdboek "Forelska Forever" werd gepubliceerd in het voorjaar van 2013. Haar boeken zijn vertaald in meer dan 20 talen. Zes van haar misdaadromans zijn verfilmd voor televisie. Een tv-serie gebaseerd op "Sørgekåpen" werd uitgezonden in 2008. 
In 1998 ontving Lindell de "Mads Wiel Nygaards" prijs en ook de Critics' Prize voor het beste kinder- of jeugdboek van dat jaar. In 1999 kreeg ze de "Rivertonprisen", een literatuurprijs die elk jaar wordt toegekend aan het beste Noorse detectiveverhaal.
Lindell woont in Bærum met haar man Per Christian en hun twee zonen.